# Qūjeh
Qūjeh (persiska: قوجه) är en ort i Iran.   Den ligger i provinsen Västazarbaijan, i den nordvästra delen av landet, 400 km väster om huvudstaden Teheran. Qūjeh ligger 1 759 meter över havet och antalet invånare är 646.
Terrängen runt Qūjeh är kuperad åt sydväst, men åt nordost är den platt. Runt Qūjeh är det ganska tätbefolkat, med 62 invånare per kvadratkilometer. Närmaste större samhälle är Takāb, 11,2 km öster om Qūjeh. Trakten runt Qūjeh består i huvudsak av gräsmarker.